# Gradići
Gradići – wieś w Chorwacji, w żupanii zagrzebskiej, w mieście Velika Gorica. W 2011 roku liczyła 1860 mieszkańców.
Jest oddalona o około 11 kilometrów od centrum Zagrzebia i o około 2,5 kilometra od centrum Velikiej Goricy.